# ماريانا دافالوس
ماريانا دافالوس (بالإسبانية: Mariana Dávalos)‏(الخميس 8 سبتمبر من 1988 في كنتاكي الولايات المتحدة ) هي عارضة كولومبية أمريكية وأختها التوأم كاميلا دافالوس تعمل عارضة ايضاً.

## الحياة المهنية

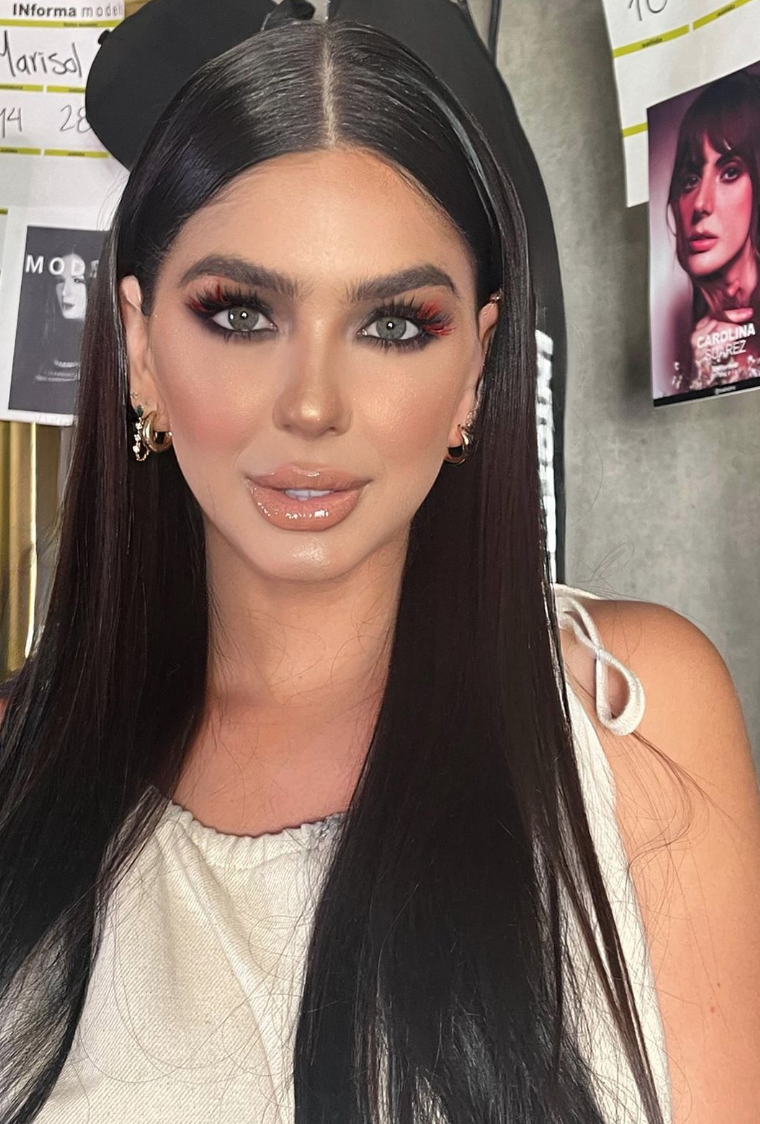
ماريانا دافالوس في عام 2023

وُلدت ماريانا في ولاية كنتاكي بالولايات المتحدة الأمريكية ، لكنها انتقلت مع والدتها الكولومبية روثي يوريا مع والدها الإكوادوري جونزالو دافالوس إلى مدينة ميديلين، أنتيوكيا، كولومبيا عندما كانت طفلة صغيرة ، وظلت ماريانا تعيش هناك لسنوات عديدة. جنبا إلى جنب مع شقيقتها التوأم كاميلا ، بدأت ماريانا الكولومبية في امتهان مهنة عرض الأزياء منذ سن المراهقة وانخرطت في الحملات الإعلانية لعلامة الملابس الداخلية التجارية المعروفة Bésame . منذ عام 2011 ، أصبح التوأمان دافالوس تظهران في صورة لأجهزة الكمبيوتر المحمولة وجداول الأعمال المدرسية لعلامة التجارية Scribe وظهرت على غلاف المجلات الشهيرة في بلدهم مثل SoHo  وMi Gente TV ، ولمجلة ماكسيمفي نسخة المكسيك.

## حياتها الشخصية
هي ابنة جونزال ودافالوس وروثي يوريا وأم لطفلين  وهما مامكس ووسلفادور  وهي الاخت التؤام للعارضة الكولومبية كاميلا دافالوس 

## الروابط الخارجية
- ماريانا دافالوس على تويتر
- ماريانا دافلوس علي انستغرام